# Digital marknadsföring
Digital marknadsföring är marknadsföring av produkter eller tjänster via digitala kanaler och plattformar, som datorer och mobiler som smarta telefoner, surfplattor, smarta klockor etc. Ofta omfattar digital marknadsföring taktiska aspekter, som att hantera metoder och verktyg för att få kunder att landa på en webbplats eller mobilapplikation (mobil app) samt att få dessa att genomföra ett köp. Vidare omfattas marknadsföring i sociala medier. Initialt har sociala medier mest använts som ytterligare en kanal för reklambudskap i förhoppning om att dessa ska delas i kunders nätverk. På senare tid har sociala mediers betydelse för att öka kundlojalitet genom informationsinsamling, konversation (dialog), kundservice samt förebyggande och aktiv krishantering för varumärken uppmärksammats.. Digital marknadsutveckling sedan 1990-talet och 2000-talen har förändrat hur varumärken och företag använder teknik för marknadsföring. Eftersom digitala plattformar alltmer integreras i marknadsföringsplaner och vardagsliv, och som människor använder digitala enheter istället för att besöka fysiska butiker, blir digitala marknadsföringskampanjer allt vanligare och effektiva .
I vissa fall gör man en åtskillnad mellan traditionell marknadsföring, även kallat outbound marketing, och digital marknadsföring, även kallat inbound marketing. Detta handlar inte enbart om att plattformarna de är aktiva på skiljer sig åt, utan även dess grundidé och strategi är olika.